# One in a Million (låt av Aaliyah)
”One in a Million” är en R&B-låt framförd av den amerikanska sångerskan Aaliyah, komponerad av Timbaland och Missy Elliot för Aaliyahs andra studioalbum med samma namn.
I ”One in a Million” sjunger framföraren om en kärlek som är ”en på miljonen”. Instrumentalt sett är låtens tempo i downbeat. Ljudet av spelande syrsor skapar en, för lyssnaren, undermedveten symfoni tillsammans med Timbalands så kallade ”tripple beats”.  Låten gavs ut som den tredje singeln från sångerskans album den 10 december 1996. Den innovativa kompositionen gjorde att ”One in a Million” blev direkt skiljbar mot den övriga mainstream pop/R&B:n som spelades på radio. Låten klättrade till förstaplatsen på den amerikanska Billboardlistan Hot R&B/Hip-Hop Airplay där den kvarhöll placeringen i över sex veckor. Samtidigt tog sig låten till en 25:e plats på Billboard Hot 100 Airplay. Internationellt blev singeln den bäst-listpresterande singelreleasen från Aaliyahs studioalbum. Låten tog sig till en 15:e plats på Storbritanniens UK Singles Chart samt till en 11:e plats på Nya Zeelands RIANZ-lista.
Låten gjorde stora namn av Timbaland och Elliot, vilka blev några av tidpunktens mest framgångsrika nya musikkompositörer. Timbaland erkändes för att ha ritat om och definierat R&B-genren. "One in a Million" blir en av Aaliyahs mest hyllade låtar i karriären. Postumt har låten kommit att symbolisera sångerskans karriär.

## Bakgrund
”One in a Million” spelades in 1996 vid Pyramid Studios i Ithaca, New York. Låten skrevs av Missy Elliot och producerades av Timbaland som var relativt nya kompositörer. Fram till dess hade de aldrig haft ett riktigt genombrott. I en intervju med den svenska programledaren Mats Nileskär mindes Aaliyah tillbaka till trions första möte kring låten; ”När vi skapade skivan One in a Million och Tim [Timbaland] kom till mig med låten med ”tipple beats” visste jag att det här var något som skulle förändra R&B:n. Det hade aldrig gjorts förr.” Timbaland beskrev låten som ”vidsträckt” och full av ”rymd”. ”Det går inte att beskriva. Den är som natur inblandad med musik. Jag har alltid velat gjort något sånt. Det tog ett tag innan vi fick en uppfattning om vad det var vi gjorde men när det väl fans där; bam! Där var det.” Aaliyah kände sig exalterad över låten eftersom hon strävade efter att göra annorlunda musik och Timbaland gav henne vad hon letade efter. Utöver ”tripple beats” införde låten ett ytterligare begrepp i R&B-genren; "hightech-soul". Aaliyah beskrev begreppet på följande vis; ”Hightech-soul är låtar som inkorporerar mycket elektronisk musik men själva sången inför soulen och funken. Det är en mix av dessa komponenter.”
Låten kom att ges ut som den andra singeln från Aaliyahs studioalbum med samma namn den 10 december 1997. Den hätska bas och trumm-kompositionen tillsammans med Aaliyahs ljusa svävande sång-arrangemang gjorde att ”One in a Million” blev direkt skiljbar mot den övriga mainstream pop/R&B:n som spelades på radio. Låten gjorde stora namn av Timbaland och Elliot, vilka blev några av de mest efterfrågade och framgångsrikaste nya musikkompositörerna vid tidpunkten. 

## Musikvideo
Musikvideon för ”One in a Million” regisserades av Paul Hunter och spelades in under hösten 1996. Det var Hunters och Aaliyahs första samarbete, videon till sångerskans singel ”Got to Give It Up”, som hjälpte Hunter att göra ett namn för sig själv. Vid en tillbakablick mindes regissören; ”Det var tack vare henne jag fick mitt genombrott. Min första stora video var ”Got to Give It Up”. Sen ringde hon mig igen och bad mig göra ”One in a Million”-videon. Hon höll sitt ord. Hon sa, 'jag ska hjälpa dig, du ska få en chans.' Hon var som en syster. Vi älskade att jobba ihop.” Utöver sångerskan själv medverkar också R&B-sångaren Ginuwine, Timbaland och Elliott.
Videon är inspirerad av Aaliyahs fascination för det mörka och futuristiska. Dess första sekvenser visar Aaliyah liggande på en motorhuv till en Ford Mustang. Inuti sitter Timbaland och Missy Elliot. Några sekunder senare skyndar sig flera reportrar och fans mot bilen. Scenen byts till en annan där Aaliyah sitter i ett mörkt kontrollrum medan Ginuwine kommer mot henne. Kontrollrummet delar en slående likhet med det i den amerikanska sciencefiction-filmen De 12 apornas armé (12 Monkeys). I en annan scen betraktar hon Ginuwine från en övervakningskamera i ett helt vitt rum.  I nästa scen befinner sig sångerskan i ytterligare ett vitt rum där hon dansar tillsammans med en man. I nästa scen går Aaliyah in i rummet Ginuwine befinner sig i och visar en tatuering med sångerskans namn på Ginuwines arm. I följande scen befinner sig Aaliyah i ett mörkt rum i en vit body. Videon slutar med att visa Aaliyah åka på en motorcykel under det gulfärgade skenet från vägbelysningen längsmed en motorväg.

## Medias mottagande
”One in a Million” bemöttes med positiva reaktioner från musikrecensenter. Dream Hampton vid Vibe Magazine skrev i sin recension av sångerskans skiva: ”På titelspåret framträder Aaliyahs varma och varsamma röst som är starkare än Janet Jacksons anemiska falsett men innehar likväl samma pop- apeal.” I det svenska programmet P3 Soul förklarade programledaren Mats Nileskär Aaliyahs och Timbalands samarbete som ”melodiös” samtidigt som låten förflöt i ett ”avigt tempo”. Spin Magazine kommenterade ”One in a Million” vid en recension av Missy Elliots album Supa Dupa Fly; ”lite lätt uppretande, sensuell sydstats futurism med melodier åt alla; tillsammans med Aaliyah på hennes ”One in a Million”, förvandlade de den urbana radion till en utökning av Timbalans och Elliots bakgård.”
”One in a Million” blev snabbt sångerskans signaturlåt under 90-talet. Låten spelades även på sångerskans begravning när tjugoen vita duvor släpptes fria för att hylla sångerskans levnadsår. Postumt har balladen fortsatt att symbolisera sångerskans karriär. Vid årsdagarna av hennes död har ofta hyllningar visats i amerikansk TV med titlar som ”Aaliyah, truly one in a million” eller liknande. På tio års dagen av sångerskans död sände BET en special med namnet ”Aaliyah: One in a Million”.

## Kommersiell prestation
I decembers utgåva av Billboard 1996 tog sig "One in a Million" in på Billboards singellista Hot 100 Airplay. Efter en tid hade låten tagit sig till sin högsta placering på den topplistan; en 25:e plats. På den amerikanska R&B-marknaden blev singeln Aaliyahs andra förstaplats hit på rad från hennes studioalbum. Låten klättrade till förstaplatsen på USA:s R&B-lista Hot R&B/Hip-Hop Airplay och behöll denna position i sex veckor. "One in a Million" tog sig även till en andraplats på USA:s danslista Billboard Hot Dance Club Play.
I Storbritannien gavs låten ut som en dubbel-A-sida med "If Your Girl Only Knew". Där debuterade singeln på en 15:e plats den 24 maj 1997. Detta blev Aaliyahs största hit i landet vid tidpunkten. Den 31 maj föll singeln ned till en 39:e plats och följande väcka till en 64:e plats innan den föll ur listan. Sammanlagt stannade "One in a Million"/"If Your Girl Only Knew" tre veckor på topplistan. Utöver detta tog sig låten även till en 11:e plats i Nya Zeeland vilket gör den till den bäst-listpresterande singeln från One in a Million utanför USA.

## Format och innehållsförteckning
| - Brittisk 12" remix promosingel 1. "One in a Million" (Darkchild remix) – 4:40 2. "One in a Million" (Darkchild remix instrumental) – 4:13 3. "One in a Million" (Timbaland remix) featuring Ginuwine – 5:06 4. "One in a Million" (Wolf-D'd Big Bass mix) – 4:26 5. "One in a Million" (Armand's Drum 'N' Bass mix) – 7:12 - Amerikansk 12" remix promosingel 1. "One in a Million" (Timbaland remix instrumental) – 5:07 2. "One in a Million" (Darkchild remix instrumental)– 4:40 3. "One in a Million" (Timbaland remix) featuring Ginuwine – 5:07 4. "One in a Million" (Darkchild remix) – 4:40 | - Amerikansk CD-singel 1. "One in a Million" (album version) – 4:30 2. "One in a Million" (instrumental) – 4:30 3. "One in a Million" (a cappella) – 4:30 |

## Listor
| Lista (1997)                                    | Topp position |
| ----------------------------------------------- | ------------- |
| Nya Zeelands RIANZ                              | 11            |
| Storbritanniens UK Singles Chart                | 15            |
| Amerikanska Billboard Hot 100 Airplay           | 25            |
| Amerikanska Billboard Hot Dance Music/Club Play | 2             |
| Amerikanska Billboard Rhythmic Top 40           | 2             |
| Amerikanska Billboard Hot R&B/Hip-Hop Airplay   | 1             |

| Vid årets slut (1997)                 | Position |
| ------------------------------------- | -------- |
| Amerikanska Billboard Top R&B Airplay | 10       |